# 조성제
조성제(1992년 4월 28일 ~ )은 대한민국의 전직 크레이지레이싱 카트라이더 프로게이머이다.

## 선수 시절
2008년, 버디버디컵 카트라이더 9차리그에 출전하면서 프로 커리어를 시작했다.
2016년 11월 5일, 듀얼 레이스 1 시즌을 끝으로 은퇴했다.

## 소속팀
| # | 팀명              | 소속 기간 | 시즌      | 비고 |
| - | ----------------- | --------- | --------- | ---- |
| 1 | 이-레인           |           | 시즌 제로 |      |
| 2 | 아트라스 BX       |           | 배틀 로얄 |      |
| 3 | 팀 106            |           | 에볼루션  |      |
| 4 | 유베이스 알스타즈 |           | 버닝 타임 |      |
| 5 | 원 레이싱         |           | D1        |      |

## 수상 내역
공식 대회 우승 2회, 준우승 3회
- 2011 넥슨 카트라이더 팀 스피릿 준우승
- 2012 넥슨 카트라이더 16차리그 준우승
- 2013 넥슨 카트라이더 17차리그 3위
- 2014 넥슨 카트라이더 리그 시즌 제로 3위
- 2015 넥슨 카트라이더 리그 에볼루션 우승 (팀 106)
- 2016 넥슨 카트라이더 리그 버닝 타임 우승 (유베이스 알스타즈)
- 2016 넥슨 카트라이더 리그 듀얼 레이스 준우승

## 같이 보기
- 카트라이더 리그